# ضمجة
الضَّمْجَةُ (الاسم العلمي: Oeciacus) هي جنس حشرات من فصيلة  البَقِّيَّاتِ. يضم هذا الجنس ثلاثة أنواع، هي:
- الضَّمْجَةُ العَلَقِيَّةُ (الاسم العلمي: Oeciacus hirundinis)
- (الاسم العلمي: Oeciacus montandoni)
- (الاسم العلمي: Oeciacus vicarius)